# CanCore
La iniciativa CanCore para la definición de metadatos de recursos de enseñanza-aprendizaje (CanCore Learning Resource Metadata Initiative) trata de mejorar la capacidad de educadores, investigadores y estudiantes en Canadá y en todo el mundo para buscar y localizar material para establecer repositorios de recursos educativos en línea.
CanCore está basada y es totalmente compatible con el estándar IEEE Learning Object Metadata (LOM) y la especificación IMS Learning Resource Meta-data.
CanCore proporciona guías detalladas para interpreter e implementer cada uno de los elementos del estándar LOM del IEEE. Estás guías han sido desarrolladas a lo largo de 3 años, después de consultar a expertos de Canadá y del resto del mundo y son libremente accesibles desde su sitio web.